# Landet lyckopiller
Landet lyckopiller är en svensk TV-serie på 4 avsnitt som hade premiär på SVT och SVT-play den 27 november 2019. I programmet medverkar bland annat Nour El Refai, Taroub Bank, Simon Kyaga och Taroub El Refai.

## Handling
Ungefär 10 procent av alla svenskar är deprimerade och äter antidepressiv medicin. Komikern Nour El Refai är en av de cirka en miljon svenskar som gör det. I serien försöker El Refai ta reda på varför det är vanligt och tittarna får följa hennes jakt på att må bättre.
I ett av avsnitten åker programmakarna till Italien – en land med låg konsumtion av antidepressiva medel. De får bland annat förklaringar från en italiensk psykolog.

## Mottagande
Serien har fått ett blandat mottagande. Den nominerades till Kristallen som Årets Fakta och Samhällsprogram 2020. Den har rosats för den personliga och utlämnande tonen och för sitt underhållningsvärde. Programmet har också kritiserats för att lyfta fram antidepressiva medel som läkemedel utan biverkningar och för att programmet inte på allvar försöker svara på frågan varför den här medicineringen är så vanlig.